# Marina Lubian
Marina Lubian (Moncalieri, 11 de abril de 2000) é uma jogadora de voleibol italiana, que atua na posição de central.

## Carreira
A carreira de Marina Lubian começou no Lilliput, do Settimo Torinese, time com o qual disputou a Série A2 na temporada 2015-16. No campeonato 2016-17 integrou a equipe federal do Club Italia, na Série A1 : permaneceu no mesmo clube na temporada 2017-18 quando disputou a Série A2 e em 2018-19 quando retornou à Série A1.
Ela permanece na primeira divisão italiana também para o ano 2019-20, quando foi contratada por Savino Del Bene do Scandicci, com quem conquistou a Challenge Cup 2021-22; depois de três anos na Toscana, da temporada 2022-23 mudou-se para o Imoco, vencendo três Supercopas da Itália, o Campeonato Mundial de Clubes de 2022, duas Copas da Itália, dois títulos da Liga dos Campeões de 2023-24.
De 2015 a 2018 foi convocada para a seleção italiana sub-18, com a qual, em 2015, conquistou a medalha de ouro no mundial e, em 2017, a medalha de prata no Campeonato Europeu e o ouro medalha no Campeonato Mundial. De 2016 a 2018 esteve na seleção sub-19, em 2016 na seleção sub 23 e de 2017 a 2019 na seleção sub-20, com a qual conquistou a medalha de prata no Mundial de 2019.
Em 2018 estreou-se na seleção sênior, com a qual conquistou a medalha de prata no mundial do mesmo ano. Em 2022 conquistou a medalha de ouro na Liga das Nações de Voleibol e a medalha de bronze no Campeonato Mundial, enquanto em 2024 repetiu a medalha de ouro na Liga das Nações de Voleibol e nos Jogos Olímpicos.